# The Midnighters
The Midnighters byla americká R&B hudební skupina, která vznikla v Detroitu v Michiganu v roce 1952 jako kapela The Royals. Původní jméno si kapela změnila, aby se nepletlo s již existující kapelou The "5" Royales. Je to jedna z nejdůležitějších a nejvlivnějších kapel padesátých a počátku šedesátých let, která pomocí několika svých hitů vymezila R&B styl z období 60. let. Kapela se zasloužila o vytvoření tance Twist a vytvořila propojení mezi jazzovou první polovinou 20. století a jeho rockovou druhou polovinou. Kromě R&B totiž do své tvorby zahrnula také prvky rock & rollu a doo-wopu. Mezi lety 1953 až 1962 vydala skupina téměř 24 hitů, které se umístily na amerických R&B žebříčcích, mezi něž patří „Finger Popping Time“, který byl nominován na Cenu Grammy v roce 1961. Dalšími hity jsou „Let's Go,Let's Go,Let's Go“, „Work With Me Annie“, „It's Love Baby (24 Hours A Day)“, „Annie Had A Baby“, „The Hoochi Coochi Coo“, „Teardrops On Your Letter“, „Get It“, „The Float“ a „Nothing But Good“. Při vzniku ve skupině vystupovalo několik slavných muzikantů, mezi nimi Jackie "Sonny" Wilson, Little Willie John a Levi Stubbs, který je známý především jako člen skupiny Four Tops. Později, když přišel do kapely Hank Ballard se sestava ustálila na těchto šest: Alonzo Tucker, Freddy Pride, Hank Ballard, Henry Booth, Charles Sutton a Sonny Woods. Ballard v roce 1965 kapelu opustil a vydal se na sólovou kariéru a kapela zanikla někdy v roce 1965. V roce 1990 byl Hank Ballard přidán jako sólista přidán do Rock and Roll Hall of Fame, zbytek kapely tam byl zařazen v roce 2012. V roce 1992 získali od nadace Rhythm and Blues Foundation Pioneer Award.

## Diskografie

### Úspěšné singly
| Rok  | Singl                                                                                        | Umístění v žebříčku | Umístění v žebříčku | Umístění v žebříčku |
| Rok  | Singl                                                                                        | US Pop              | US R&B              |                     |
| ---- | -------------------------------------------------------------------------------------------- | ------------------- | ------------------- | ------------------- |
| 1953 | „Get It“ The Royals                                                                          | -                   | 6                   |                     |
| 1954 | „Work with Me, Annie“ The Midnighters                                                        | -                   | 1                   |                     |
| 1954 | „Sexy Ways“ The Midnighters                                                                  | -                   | 2                   |                     |
| 1954 | „Annie Had A Baby“ The Midnighters                                                           | -                   | 1                   |                     |
| 1954 | „Annie's Aunt Fannie“ The Midnighters                                                        | -                   | 10                  |                     |
| 1955 | „Henry's Got Flat Feet (Can't Dance No More)“ The Midnighters                                | -                   | 14                  |                     |
| 1955 | „It's Love Baby (24 Hours A Day)“ The Midnighters                                            | -                   | 10                  |                     |
| 1959 | „Teardrops On Your Letter“/ „The Twist“                                                      | 87 -                | 4 16                |                     |
| 1959 | „Kansas City“                                                                                | 72                  | 16                  |                     |
| 1960 | „The Coffee Grind“                                                                           | -                   | 21                  |                     |
| 1960 | „Finger Poppin' Time“                                                                        | 7                   | 2                   |                     |
| 1960 | „The Twist“ (nové vydání)                                                                    | 28                  | 6                   |                     |
| 1960 | „Let's Go, Let's Go, Let's Go“                                                               | 6                   | 1                   |                     |
| 1961 | „The Hoochi Coochi Coo“                                                                      | 23                  | 3                   |                     |
| 1961 | „Let's Go Again (Where We Went Last Night)“                                                  | 39                  | 17                  |                     |
| 1961 | „The Continental Walk“                                                                       | 33                  | 12                  |                     |
| 1961 | „The Switch-A-Roo“ / „The Float“                                                             | 26 92               | 3 10                |                     |
| 1961 | „Nothing But Good“ / „Keep On Dancing“                                                       | 49 66               | 9 -                 |                     |
| 1962 | „Do You Know How To Twist“                                                                   | 87                  | -                   |                     |
| 1968 | „How You Gonna Get Respect (When You Haven't Cut Your Process Yet)“ Hank Ballard s The Dapps | -                   | 15                  |                     |
| 1969 | „From The Love Side“ Hank Ballard s Midnight Lighters                                        | -                   | 43                  |                     |